# Ian Kinsler
Ian Michael Kinsler, né le 22 juin 1982 à Tucson (Arizona), est un ancien joueur américain de baseball qui évoluait en Ligue majeure de baseball.
Quatre fois sélectionné au match des étoiles, Ian Kinsler évolue pour les Rangers du Texas de 2006 à 2013 et quitte le club avec un record de franchise de 172 buts volés.

## Biographie

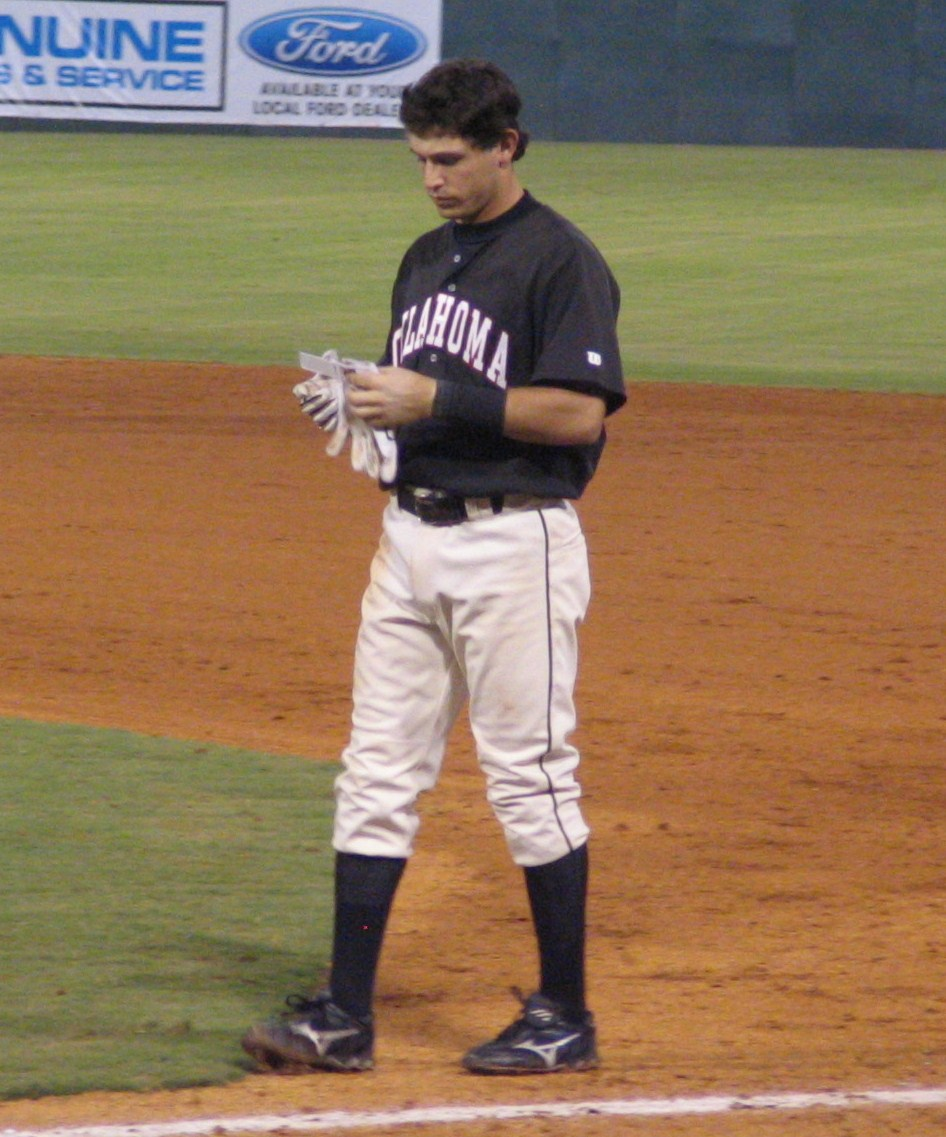
Ian Kinsler en ligue mineure avec Oklahoma City en 2005.

### Rangers du Texas
Lycéen, Ian Kinsler joue au baseball pour le Canyon del Oro à Tucson, Arizona. Il est repêché deux fois sans succès par les Diamondbacks de l'Arizona en 2000 et 2001. Il poursuit alors ses études universitaires à l'University of Missouri, l'Arizona State University et le Central Arizona College.
Ian Kinsler rejoint les rangs professionnels à la suite du repêchage amateur de juin 2003. Il est sélectionné par les Rangers du Texas. Après quatre saisons en Ligues mineures, il fait ses débuts en Ligue majeure le 3 avril 2006, devenant dès lors titulaire au deuxième but.

#### Saison 2008
En février 2008, Ian Kinsler prolonge son contrat chez les Rangers. Il s'engage pour cinq ans contre 22 millions de dollars. Il est sélectionné pour son premier Match des étoiles comme remplaçant dans l'équipe de la Ligue américaine en juillet 2008. Il est le joueur de deuxième but qui réussit le plus de doubles jeux en défensive dans les majeures cette saison-là, avec 123.

#### Saison 2009
Le 15 avril 2009 à Arlington, dans une écrasante victoire de 19-6 des Rangers sur les Orioles de Baltimore, Kinsler réussit le cycle et frappe 6 coups sûrs, rééditant un exploit qui n'avait pas été vu depuis William Farmer Weaver des Colonels de Louisville le 12 août 1890, soit 119 ans plus tôt.. Kinsler est le quatrième joueur de la franchise texane à réussir le cycle après Oddibe McDowell en 1985, Mark Teixeira en 2004 et Gary Matthews, Jr. en 2006. Kinsler est aussi le deuxième joueur de l'histoire des Rangers à connaître un match de six coups sûrs, après Alfonso Soriano en 2004.
Kinsler entre en 2009 dans le club 30-30 grâce à ses 31 circuits et ses 31 buts volés.

#### Saison 2010

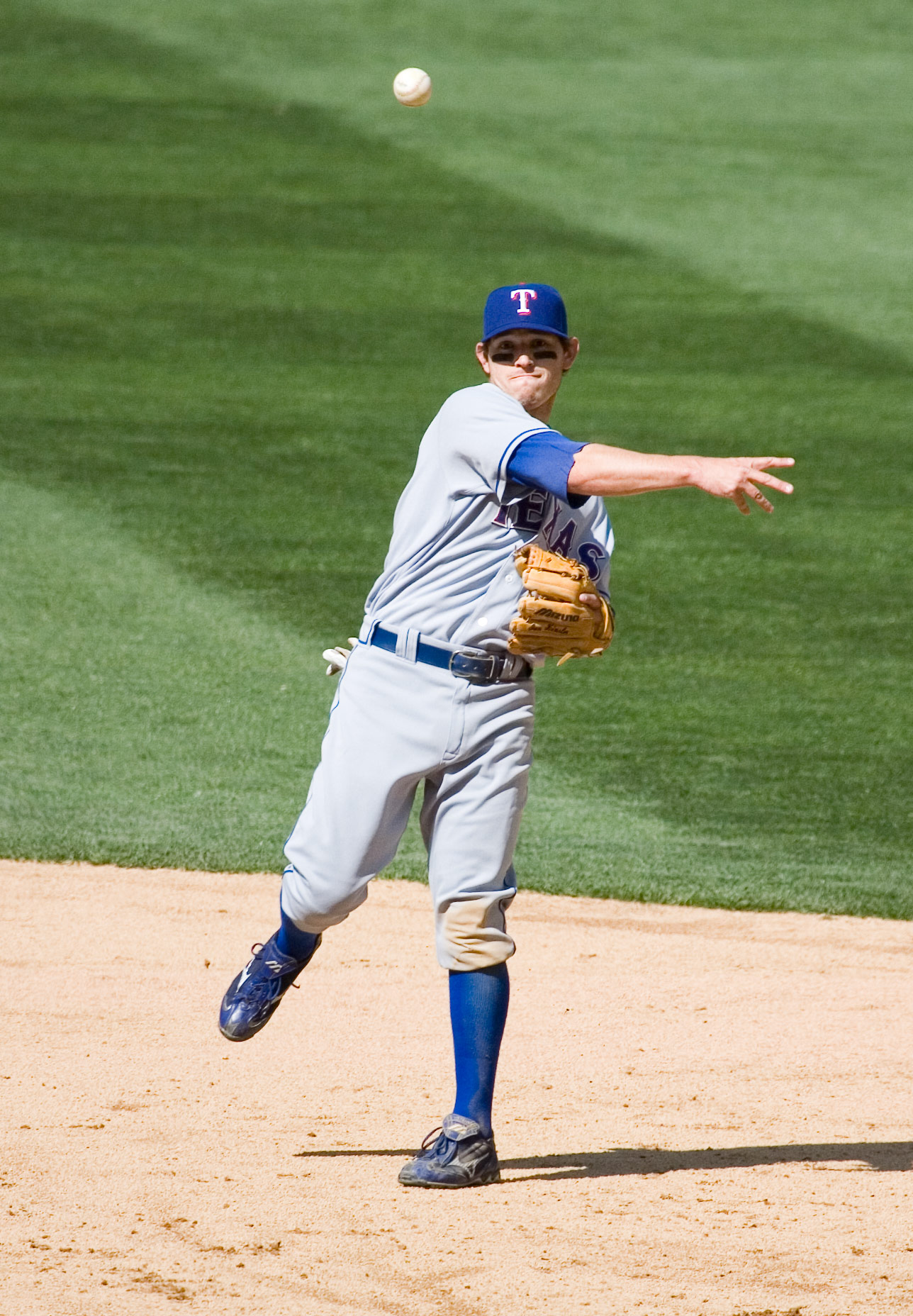
Ian Kinsler en défensive au deuxième but.

Sélectionné comme étoile en juillet 2010, il prend part à la belle saison des Rangers qui s'achève en Série mondiale.
Il amorce l'année sur la liste des joueurs blessés et dispute finalement 103 parties de saison régulière. Sa moyenne au bâton se chiffre à ,286 et il affiche sa meilleure moyenne de présence sur les buts (,382) en carrière. À sa première série éliminatoire, il frappe trois circuits et produit six points en seulement cinq matchs de Série de divisions contre les Rays de Tampa Bay.

#### Saison 2011
En santé durant toute la saison 2011, Kinsler joue 155 matchs et établit un nouveau record personnel de 32 circuits, le 5e meilleur total de la Ligue américaine. Il produit 77 points et entre une seconde fois dans le club 30-30 avec 30 buts volés. À ce chapitre, seul Elvis Andrus le devance au sein des Rangers et son total est bon pour la 9e place dans l'Américaine. Il est 9e de la ligue avec 70 coups sûrs de plus d'un but. Il termine deuxième dans le baseball majeur pour les points marqués avec 121, derrière Curtis Granderson des Yankees de New York. 
En défensive, Kinsler, qui est maintenant flanqué d'Elvis Andrus à l'arrêt-court, est pour la seconde fois de sa carrière le joueur de deuxième but qui réussit le plus de doubles jeux dans la Ligue américaine, avec 103, cinq de moins que le meneur des majeures à cette position, Neil Walker des Pirates de Pittsburgh de la Ligue nationale.
Il aide les Rangers à remporter le titre de la Ligue américaine pour une seconde fois en deux ans et atteindre la Série mondiale 2011, qu'ils perdront contre les Cardinals de Saint-Louis. Après une performance d'un circuit et trois points produits en quatre parties de Série de divisions contre Tampa Bay, Kinsler produit 6 points en autant de parties de Série de championnat face aux Tigers de Détroit. En grande finale, il réussit neuf coups sûrs pour une moyenne au bâton de ,360 avec deux points produits. Avec sept buts-sur-balles soutirés aux lanceurs des Cardinals, sa moyenne de présence sur les buts se chiffre à ,500 dans cette série.
Kinsler termine 11e au vote du joueur par excellence de la saison régulière en Ligue américaine.

#### Saison 2012

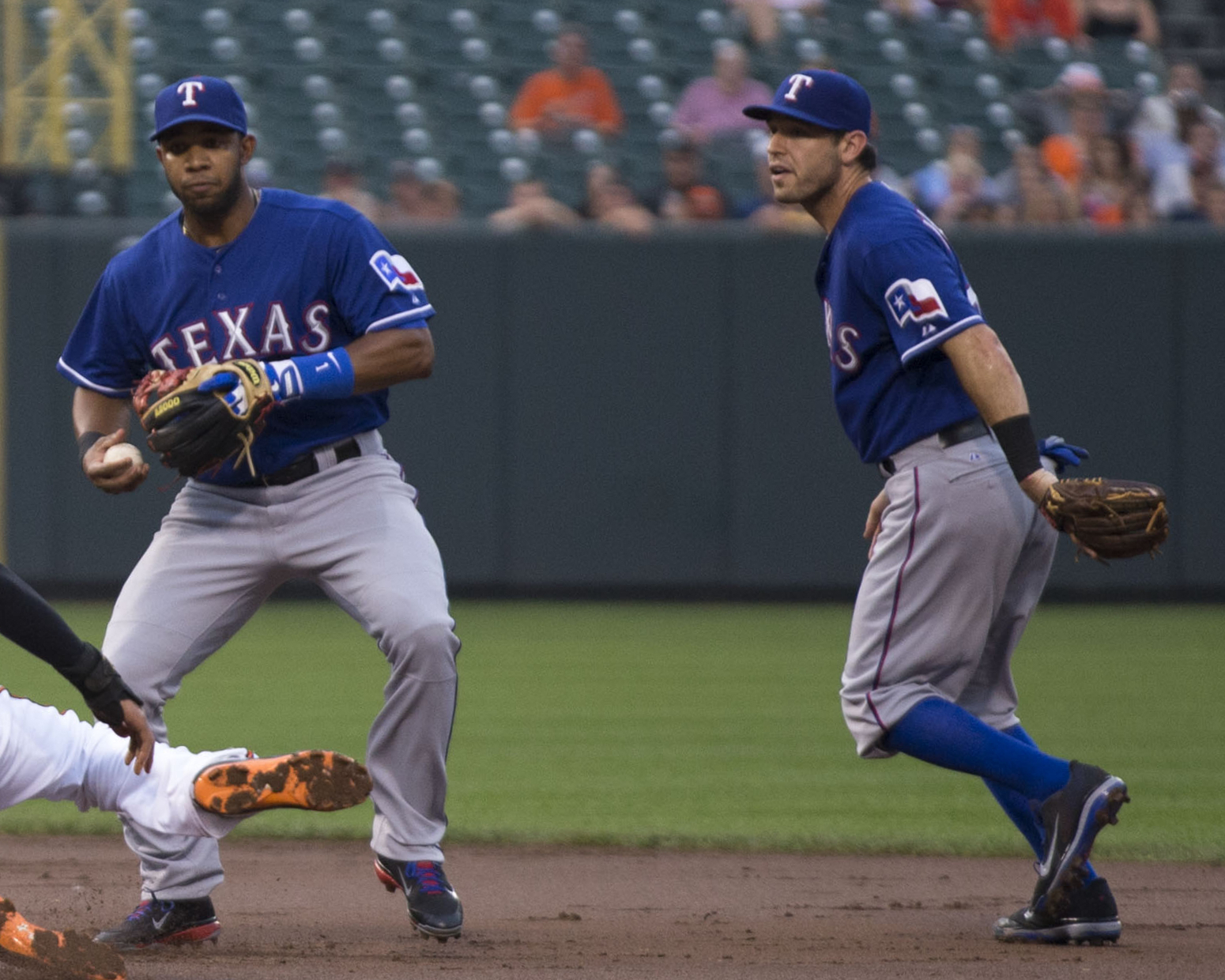
Ian Kinsler (à droite) et son coéquipier joueur d'arrêt-court chez les Rangers, Elvis Andrus (à gauche).

En 2012, Kinsler honore sa troisième sélection au match d'étoiles. En 157 matchs joués, il frappe 10 coups sûrs de plus et 8 doubles de plus que la saison précédente, pour 168 coups sûrs et 42 doubles. Sa moyenne au bâton demeure à peu près la même à ,256 mais en revanche il voit sa production de coups de circuit passer de 32 à 19 et vole 9 buts de moins pour un total de 21. Il frappe deux coups sûrs en 3 et marque un point dans le match de meilleur deuxième de la Ligue américaine qui se solde par une défaite et par l'élimination des Rangers aux mains des Orioles de Baltimore.

#### Saison 2013
En 2013, Kinsler frappe pour ,277 avec 13 circuits, 72 points produits. Il ajoute 15 vols de buts et réussit 31 doubles. Il marque en revanche 30 points de moins, passant de 105 à 85, ce qui peut s'expliquer par le fait qu'il frappe moins souvent au premier rang du rôle offensif des Rangers. 
Le 20 juin 2013 contre les Athletics d'Oakland, il égale le record de franchise pour le plus grand nombre de buts volés pour les Rangers. Le 13 juillet suivant, il réussit son 162e vol de but chez les Rangers pour établir le nouveau record et éclipser la marque de 161 établie par Bump Wills de 1977 à 1981.
Il passe aussi du temps sur la liste des joueurs blessés pour des douleurs aux côtes et une autre blessure le force à renoncer à jouer en défensive et à assumer les fonctions de frappeur désigné dans le dernier mois de la campagne.
La saison 2013 est la 8e et dernière de Kinsler chez les Rangers. Il quitte le club avec un record de franchise de 172 buts volés. Il est aussi dans l'histoire des Rangers le frappeur qui fut le plus souvent atteint par un lancer, soit 57 fois.

### Tigers de Détroit
Le 20 novembre 2013, les Rangers du Texas échangent Ian Kinsler aux Tigers de Détroit contre le joueur de premier but Prince Fielder et une somme de 30 millions de dollars. 

#### Saison 2014
Il est invité au match des étoiles 2014, où il honore sa 4e sélection en carrière.
Il mène le baseball majeur en 2014 avec 726 passages au bâton et 684 présences officielles au bâton. Il est deuxième des Tigers derrière Miguel Cabrera pour les coups sûrs (188), les doubles (40) et les points marqués (100). Il réussit 4 triples, un de moins que le meneur du club, Austin Jackson, est second derrière Rajai Davis avec 15 buts volés et 3e des Tigers pour les points produits avec 92, derrière Cabrera et Víctor Martínez. Kinsler maintient une moyenne au bâton de ,273 et frappe 17 circuits, mais sa moyenne de présence sur les buts de ,307 est sa plus faible en carrière.

### Angels de Los Angeles
Le 13 décembre 2017, les Tigers de Détroit échangent Kinsler aux Angels de Los Angeles contre le lanceur droitier des ligues mineures Wilkel Hernandez et le voltigeur des ligues mineures Troy Montgomery.

## Statistiques
| Saison | Équipe | G   | AB   | R   | H   | 2B  | 3B | HR | RBI | SB  | BA    |
| ------ | ------ | --- | ---- | --- | --- | --- | -- | -- | --- | --- | ----- |
| 2006   | Texas  | 120 | 423  | 65  | 121 | 27  | 1  | 14 | 55  | 11  | 0,286 |
| 2007   | Texas  | 130 | 483  | 96  | 127 | 22  | 2  | 20 | 61  | 23  | 0,263 |
| 2008   | Texas  | 121 | 518  | 102 | 165 | 41  | 4  | 18 | 71  | 26  | 0,319 |
| 2009   | Texas  | 144 | 566  | 101 | 143 | 32  | 4  | 31 | 86  | 31  | 0,253 |
| 2010   | Texas  | 103 | 391  | 73  | 112 | 20  | 1  | 9  | 45  | 15  | 0,286 |
| Totaux | Totaux | 618 | 2381 | 437 | 668 | 142 | 12 | 92 | 318 | 106 | 0,281 |

| Saison | Équipe | G  | AB | R | H  | 2B | 3B | HR | RBI | SB | BA   |
| ------ | ------ | -- | -- | - | -- | -- | -- | -- | --- | -- | ---- |
| 2010   | Texas  | 16 | 54 | 7 | 16 | 2  | 1  | 3  | 9   | 3  | .296 |
| Totaux | Totaux | 16 | 54 | 7 | 16 | 2  | 1  | 3  | 9   | 3  | .296 |

Note : G = Matches joués ; AB = Passages au bâton; R = Points ; H = Coups sûrs ; 2B = Doubles ; 3B = Triples ; 
HR = Coup de circuit ; RBI = Points produits ; SB = Buts volés ; BA = Moyenne au bâton.